# Kater (alcohol)

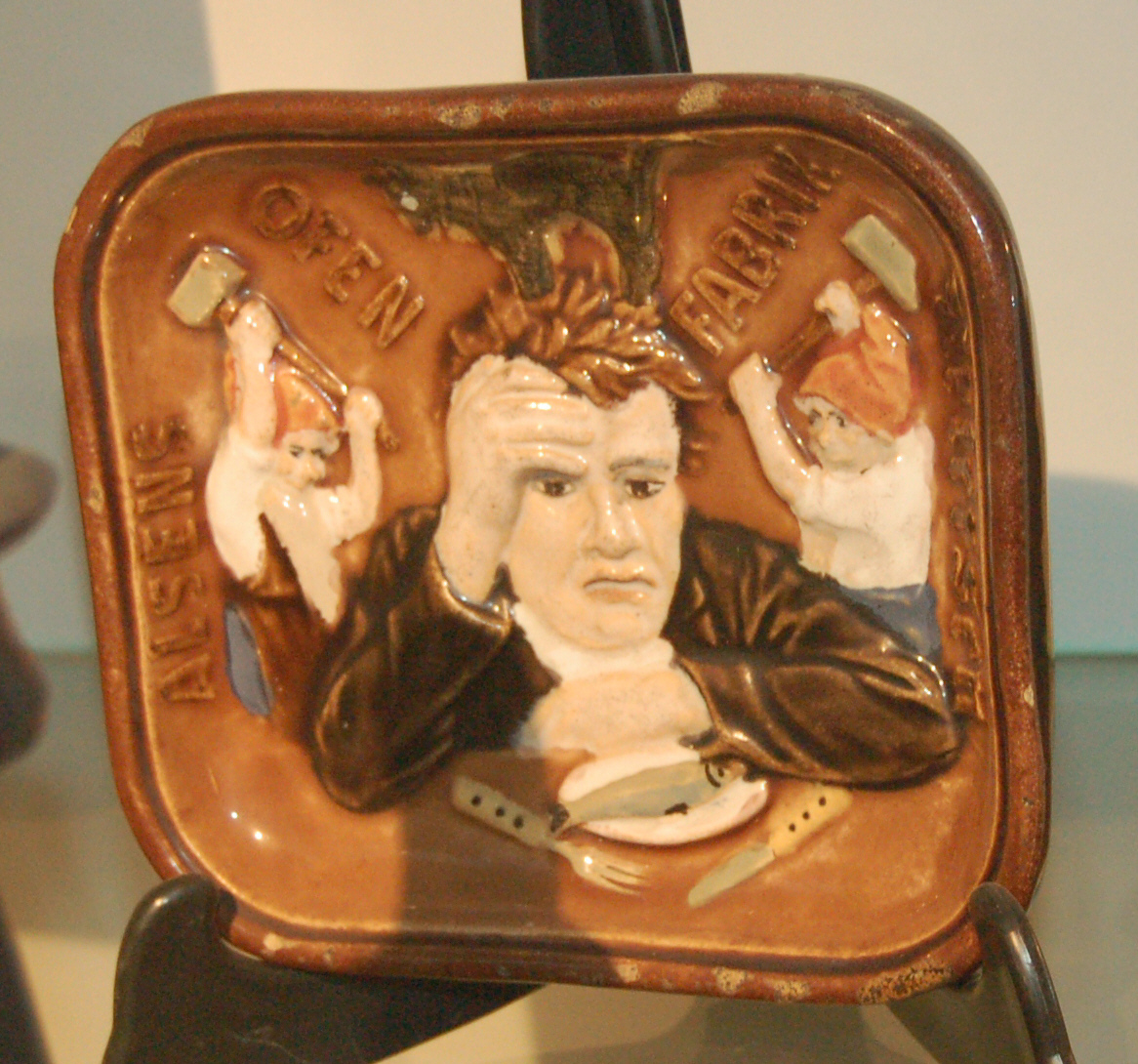
Uitbeelding van een kater op een asbak van rond 1870

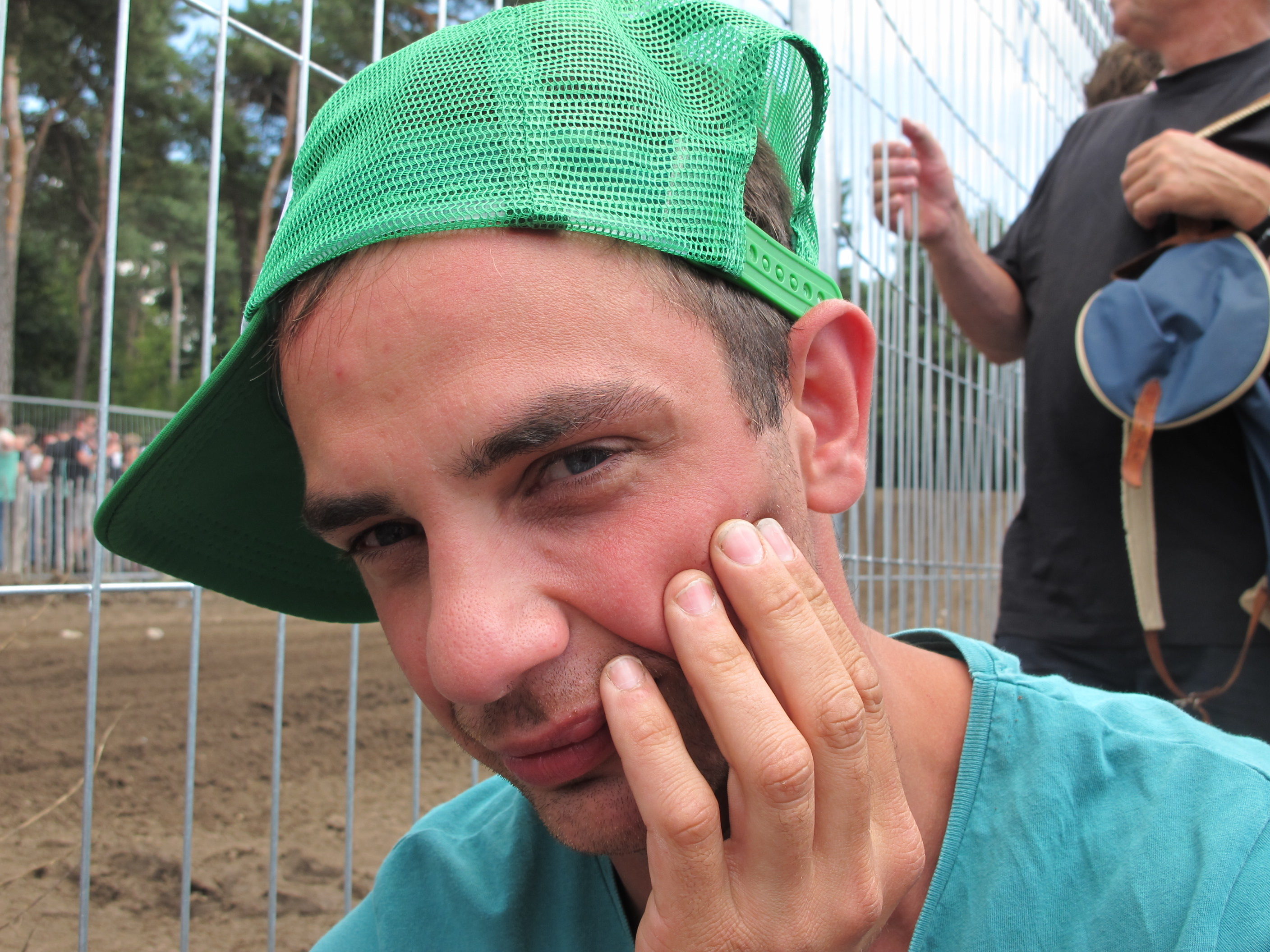
Man met kater

"Een kater hebben" is een Nederlands-Duitse uitdrukking en betekent lijden aan de kwaal die ontstaat na dronkenschap, het nuttigen van te veel alcoholische drank. 

## Symptomen
De symptomen van een kater zijn onder andere hoofdpijn, misselijkheid, duizeligheid, lusteloosheid en overgevoeligheid voor externe prikkels. Meestal zijn deze symptomen gecombineerd met vermoeidheid.
Een kater wordt vaak bij het ontwaken geconstateerd nadat de avond ervoor "te diep in het glaasje gekeken" is.

## Oorzaak
Een kater heeft verschillende oorzaken, die gerelateerd zijn aan de vele effecten van alcohol op het menselijk lichaam. De belangrijkste zijn onder andere uitdroging, een verlaging van de bloedglucosespiegel en de vele effecten op het zenuwstelsel.

### Dehydraterend effect van alcohol
Ten eerste heeft alcohol een dehydraterend effect. De aanmaak van antidiuretisch hormoon wordt tegengewerkt, waardoor de productie van urine toeneemt. Daardoor raakt het lichaam uitgedroogd, wat typische verschijnselen als hoofdpijn (door verlaagde vloeistofdruk in de hersenen), droge mond en lethargie tot gevolg heeft, de zogenaamde nadorst.
Daarom wordt steeds aangeraden veel water te drinken tijdens en na consumptie van alcohol. Bovendien heeft alcohol ook invloed op het maagslijmvlies, wat misselijkheid kan veroorzaken.

### Afbraak van alcohol in de lever
Ten tweede draagt de afbraak van alcohol (die voornamelijk in de lever plaatsvindt) in belangrijke mate bij tot een kater. In eerste instantie wordt alcohol door alcoholdehydrogenase (ADH) omgezet in aceetaldehyde (ethanal) onder vorming van NADH. Vervolgens zal aceetaldehyde door aldehydedehydrogenase (ALDH) omgezet worden in azijnzuur, wederom met vorming van NADH. Zo zal de afbraak van 1 molecuul ethanol leiden tot de productie van 2 moleculen NADH. Zowel de vorming van aceetaldehyde als de vorming van NADH draagt bij tot de verschijnselen van een kater.
Aceetaldehyde is een reactief molecuul en licht toxisch. Bij overmatige alcoholconsumptie zal het teveel aan dit molecuul aanleiding kunnen geven tot misselijkheid en braken. De werking van disulfiram tegen alcoholisme (Antabus, Refusal) is hierop gebaseerd; dit middel onderdrukt de werking van ALDH. Aceetaldehyde zal dus opgehoopt worden en dezelfde verschijnselen als een kater veroorzaken.
Een verhoogde NADH-concentratie zal een verschuiving in metabole reacties teweegbrengen. NADH zal de gluconeogenese in de lever vertragen (wat hypoglykemie veroorzaakt) en de vetzuursynthese stimuleren (wat kan leiden tot leververvetting). Bovendien wordt het teveel aan NADH opgevangen door de omzetting van pyruvaat (het eindproduct van de glycolyse) tot melkzuur door het enzym lactaatdehydrogenase. Omdat pyruvaat hierdoor minder beschikbaar wordt voor de gluconeogenese, zal de lever minder glucose kunnen leveren aan de weefsels en aan de hersenen. Dit geeft aanleiding tot vermoeidheid, zwakte, humeurstoornissen, verzwakte aandacht en verzwakte concentratie. Verder kan de vorming van melkzuur aanleiding geven tot verzuring (lactaatacidose). Bovendien is bij de afbraak van ethanol vitamine B1 (thiamine) nodig als co-enzym. Bijgevolg kan overmatige consumptie leiden tot een tekort aan deze vitamine.
Ten slotte kan alcohol ook geoxideerd worden door microsomaal-ethanol-oxiderende systemen (MEOS). Deze oxidatieweg is afhankelijk van cytochroom P450 in het endoplasmatisch reticulum van levercellen, waarbij achtereenvolgens aceetaldehyde en azijnzuur worden gevormd, met verbruik van NADPH. Het oxidatiesysteem is induceerbaar door alcohol en ontwikkelt zich daarom vooral bij langdurig alcoholgebruik. Dit verklaart waarom alcoholverslaafden in staat zijn alcohol sneller af te breken dan niet-verslaafden.

### Alcohol als vasodilator
Tijdens het drinken kunnen de bloedvaten in het gezicht onder invloed van alcohol verwijden (vasodilatatie), wat zichtbaar is door het rood worden van de wangen. Nadien zullen de bloedvaten terug vernauwen, met hoofdpijn en vermoeidheid tot gevolg. Ook zal de drinker gevoeliger zijn voor hypothermie tijdens de alcoholconsumptie. Verwijde bloedvaten zorgen ervoor dat het bloed dichter bij het huidoppervlak komt en dus sneller afkoelt, terwijl de warmtegevoelige zenuwen in de huid geen koudegevoel zullen opwekken.

### Effecten op het zenuwstelsel
Er zijn heel wat effecten die alcohol kan hebben op het centraal zenuwstelsel, vooral via het gevormde aceetaldehyde. Het lichaam herkent alcohol als een giftige stof waardoor in eerste instantie onder andere adrenaline aangemaakt wordt, vandaar de bijnaam "een opkikkertje" voor het eerste glaasje. Daarna worden het snelst de frontale gebieden van de hersenschors beïnvloed. Hier spelen zich de psychische processen af en vinden de verstandelijke overwegingen plaats, die de handelingen en de emoties van de mens beheersen. Remmingen, die bijgebracht zijn door opvoeding, beschaving en erfelijkheid, worden door alcohol min of meer tenietgedaan. De zelfbeheersing verdwijnt en zal plaatsmaken voor euforie, vrolijkheid, verhoogde spraakzaamheid en luidruchtigheid. In een verder stadium wordt de gehele cortex beïnvloed en verdwijnen controlefuncties. Dit kan leiden tot een roestoestand en in een vergevorderd stadium tot een schemertoestand met een verminderd pijngevoel, bewusteloosheid en uiteindelijk coma.

## Bestrijding van een kater
Het afbraakproces van alcohol kan niet versneld of vertraagd worden. Het is echter wel mogelijk om symptomen van een kater te verminderen door het door uitdroging ontstane vochtgebrek aan te vullen. Cafeïnehoudende dranken werken echter averechts, aangezien cafeïne vochtverlies bevordert door de  diuretische werking ervan en voor cerebrale vasoconstrictie zorgt die hoofdpijn kan veroorzaken of verergeren. Het eten van sterk gezouten voedsel verbetert de vochtbalans. Zout houdt vocht vast, wat belangrijk is omdat alcohol het tegengestelde doet.
Het gebruik van pijnstillers als paracetamol is niet altijd aan te raden, aangezien deze ongewenste interacties aan kunnen gaan met alcohol die nog in het lichaam aanwezig is. Wel is het zo dat pijnstillers doorgaans een positief effect hebben op symptomen als hoofdpijn.

## Bier na wijn
Velen zijn, met de spreuk Bier na wijn geeft venijn, wijn na bier geeft plezier in gedachte,  van mening dat de volgorde van drinken van alcoholische dranken belangrijk is om de kans op een kater te minimaliseren. Grofweg zou men van licht-alcoholisch naar zwaarder-alcoholisch toe moeten drinken. Volgens sommigen is dat weer onjuist en zou de achtergrond van deze spreuk heel anders zijn. In de middeleeuwen dronken rijke mensen wijn, arme mensen bier. De spreuk zou dus gezien moeten worden als: van arm naar rijk (wijn na bier) is fijn, omgekeerd (bier na wijn) is een teruggang.
De uitdrukking kent ook parallellen in het Duits en Engels. In Duitsland luidt een gelijkaardig spreekwoord: Wein auf Bier das rat ich dir, Bier auf Wein das lasse sein, maar in Engeland is het precies omgekeerd: Beer after wine, and you’ll feel fine, wine after beer and you’ll feel queer.